# Technische Regeln
| ASR            | alt: Arbeitsstättenrichtlinien, nun: Technische Regeln für Arbeitsstätten (oder Arbeitsstättenregeln)                  |
| RAB            | Regeln zum Arbeitsschutz auf Baustellen                                                                                |
| SprengLR       | Sprengstofflager-Richtlinien                                                                                           |
| TRAS           | Technische Regeln für Anlagensicherheit                                                                                |
| TRA            | Technische Regeln für Aufzüge (aufgehoben am 2. März 2011)                                                             |
| TRAC           | Technische Regeln für Acetylenanlagen und Calciumcarbidlager (gültig bis 31. Dezember 2012)                            |
| TRAV           | Technische Regeln für die Verwendung von absturzsichernden Verglasungen                                                |
| TRB            | Technische Regeln zur Druckbehälterverordnung – Druckbehälter (gültig bis 31. Dezember 2012)                           |
| TRBA           | Technische Regeln für Biologische Arbeitsstoffe                                                                        |
| TRbF           | Technische Regeln für brennbare Flüssigkeiten (gültig bis 31. Dezember 2012)                                           |
| TRBS           | Technische Regeln für Betriebssicherheit                                                                               |
| TRD            | Technische Regeln für Dampfkessel (gültig bis 31. Dezember 2012)                                                       |
| TREI           | Technische Regeln der Elektroinstallation                                                                              |
| TRF            | Technische Regel für Flüssiggas                                                                                        |
| TRFL           | Technische Regel für Rohrfernleitungen                                                                                 |
| TRG            | Technische Regeln für technische Gase (Druckgase) (gültig bis 31. Dezember 2012)                                       |
| TRGL           | Technische Regeln für Gashochdruckleitungen (gültig bis 31. Dezember 2012)                                             |
| TRGS           | Technische Regeln für Gefahrstoffe                                                                                     |
| TRK            | Technische Richtkonzentration (gültig bis 31. Dezember 2004)                                                           |
| TRLV           | Technische Regeln für die Verwendung von linienförmig gelagerten Verglasungen                                          |
| TRLV Lärm      | Technische Regeln zur Lärm- und Vibrations-Arbeitsschutzverordnung                                                     |
| TRLV Vibration | Technische Regeln zur Lärm- und Vibrations-Arbeitsschutzverordnung                                                     |
| TROL           | Technische Regeln des Ofen- und Luftheizungsbauerhandwerks                                                             |
| TROS           | Technische Regeln zur Arbeitsschutzverordnung zu künstlicher optischer Strahlung                                       |
| TRR            | Technische Regeln zur Druckbehälterverordnung – Rohrleitungen (Druckbehälterverordnung) (gültig bis 31. Dezember 2012) |
| TRSK           | Technische Regeln für Schankanlagen                                                                                    |
| TRWI           | Technische Regeln für Trinkwasser-Installationen                                                                       |
| TRwS           | Technische Regeln für wassergefährdende Stoffe                                                                         |

Technische Regeln sind Empfehlungen und technische Vorschläge, vornehmlich auf dem Gebiet des Arbeits- und Gesundheitsschutzes, die einen Weg zur Einhaltung eines Gesetzes, einer Verordnung, eines technischen Ablaufes usw. empfehlen. 

Sie sind keine Rechtsnormen und haben damit auch nicht zwangsläufig den Charakter von gesetzlichen Vorschriften. Technische Regeln können jedoch Gesetzeskraft erhalten, z. B. durch bauaufsichtliche Einführung im Rahmen von Technischen Baubestimmungen.
Werden diese Empfehlungen eingehalten, ist in der Regel davon auszugehen, dass die Anlage dem Stand der Technik entsprechend betrieben worden ist. Im Fall eines Unfalls kann der Arbeitgeber nachweisen, dass ihm keine Fahrlässigkeit vorzuwerfen ist.
Die aktuellen technischen Regeln konnten bislang als „Stand der Technik“ angesehen werden, weil sie einer permanenten Anpassung an den technischen Fortschritt unterlagen. Mit der Aufhebung der Dampfkessel-, Druckbehälter- und Getränkeschankanlagenverordnung werden die TRD, TRB, TRR, TRSK, TRG nicht mehr geändert und somit auch nicht mehr dem Stand der Technik angepasst. Sie werden durch die Technischen Regeln für Betriebssicherheit TRBS ersetzt, die aber nach der neuen Konzeption nicht mehr technische Details beschreiben. Um weiterhin den Stand der Technik einzuhalten, müssen weitere Vorschriften (EU-Richtlinien, EN-Normen, Empfehlungen von Verbänden {VDI, VDE, VDMA, AGI, DVGW}, Informationen der Berufsgenossenschaften, Leitlinien für Interpretationen etc.) herangezogen werden. Da die Möglichkeit, die Arbeitssicherheit zu gewährleisten, über verschiedene Ansätze erreicht werden kann, muss dies in der Gefährdungsbeurteilung beschrieben werden.
Beispiele
- Beim Tatbestand der Baugefährdung verweist § 319 StGB, bei der Mängelfreiheit eines Werkes § 641a Abs. 3 Satz 4 BGB, bei den Pflichten des Herstellers § 3 Abs. 1 Satz 2 GPSG auf die „allgemein anerkannten Regeln der Technik“
- bei der Vorsorge gegen schädliche Umwelteinwirkungen § 5 Abs. 1 Nr. 2 BImSchG auf den „Stand der Technik“,
- bei der Genehmigung von Anlagen § 7 Abs. 2 Nr. 3 AtomG gar auf den „Stand von Wissenschaft und Technik“
- in kommunalen Satzungen wird häufig direkt auf eine bestimmte DIN-Norm verwiesen, z. B. bei der Entwässerung von Grundstücken
- das Bundesamt für Sicherheit in der Informationstechnik veröffentlicht eine Reihe von Richtlinien (BSI-TR) die in Projekten des Bundes bindend sind

Eine Ausnahme stellen die Unfallverhütungsvorschriften (UVV, BGV) der Unfallversicherungsträger, der Berufsgenossenschaften, dar; diese sind für einen begrenzten Bereich (Mitgliedsbetriebe) autonomes Recht und gleichzeitig Technische Regel.
Auch EU-Richtlinien stellen an sich keine unmittelbar anwendbaren Rechtsnormen dar, da sie zunächst in das nationale Recht der jeweiligen Mitgliedstaaten umgesetzt werden müssen; sie können aber bei fehlerhafter oder verspäteter Umsetzung unmittelbar anwendbar sein und sind jedenfalls für die Auslegung des nationalen Rechts von Belang.
Besonders im Arbeits- und Gesundheitsschutz werden technische Regeln für die betriebliche Umsetzung verwendet.
Beispiele für technische Regeln sind die Technischen Regeln Arbeitsstätten oder Technische Regeln Gefahrstoffe.
Siehe auch die Listen der Technischen Baubestimmungen sowie Muster-Verwaltungsvorschrift Technische Baubestimmungen (MVV TB 2020/1).

## ASR · Technische Regeln für Arbeitsstätten
| ASR A1.2     | Raumabmessungen und Bewegungsflächen                                                                                  |
| ASR A1.3     | Sicherheits- und Gesundheitsschutzkennzeichnungen                                                                     |
| ASR A1.5/1,2 | Fußböden |
| ASR A1.6     | Fenster, Oberlichter. Lichtdurchlässige Wände                                                                         |
| ASR A1.7     | Türen und Tore |
| ASR A 1.8    | Verkehrswege |
| ASR A2.1     | Schutz vor Absturz und herabfallenden Gegenständen, Betreten von Gefahrenbereichen                                    |
| ASR A2.2     | Maßnahmen gegen Brände                                                                                                |
| ASR A2.3     | Fluchtwege und Notausgänge, Flucht- und Rettungsplan                                                                  |
| ASR A3.4     | Beleuchtung |
| ASR A3.4/7   | Sicherheitsbeleuchtung                                                                                                |
| ASR A3.5     | Raumtemperatur |
| ASR A3.6     | Lüftung |
| ASR A3.7     | Lärm |
| ASR A4.1     | Sanitärräume |
| ASR A4.2     | Pausen- und Bereitschaftsräume                                                                                        |
| ASR A4.3     | Erste-Hilfe-Räume, Mittel und Einrichtungen zur Ersten-Hilfe                                                          |
| ASR A4.4     | Unterkünfte |
| ASR V3       | Gefährdungsbeurteilung                                                                                                |
| ASR V3a.2    | Barrierefreie Gestaltung von Arbeitsstätten                                                                           |
| ASR V5.2     | Anforderungen an Arbeitsplätze und Verkehrswege auf Baustellen im Grenzbereich zum Straßenverkehr – Straßenbaustellen |

## TRGS · Technische Regeln für Gefahrstoffe
| 001 – 099 | Allgemeines, Aufbau und Beachtung                                     |
| 100 – 199 | Begriffsbestimmungen                                                  |
| 200 – 299 | Inverkehrbringen von Stoffen, Zubereitungen und Erzeugnissen          |
| 300 – 399 | Arbeitsmedizinische Vorsorge                                          |
| 400 – 499 | Gefährdungsbeurteilung                                                |
| 500 – 599 | Schutzmaßnahmen bei Tätigkeiten mit Gefahrstoffen                     |
| 600 – 699 | Ersatzstoffe und Ersatzverfahren                                      |
| 700 – 899 | Brand- und Explosionsschutz                                           |
| 900 – 999 | Grenzwerte, Einstufungen, Begründungen und weitere Beschlüsse des AGS |

## TRD · Technische Regeln für Dampfkessel (aufgehoben)
| 001     | Allgemeines, Aufbau und Anwendung |
| 100 ff. | Werkstoffe                        |
| 201 ff. | Herstellung                       |
| 300 ff. | Berechnung                        |
| 401 ff. | Ausrüstung und Aufstellung        |
| 500 ff. | Prüfung                           |
| 520     | Erlaubnis und Anzeigeverfahren    |
| 601 ff. | Betrieb                           |
| 701 ff. | Dampfkessel der Gruppe II         |
| 801     | Dampfkessel der Gruppe I          |
| 802     | Dampfkessel der Gruppe III        |

| 001                              | Allgemeines, Aufbau und Anwendung |
| 001                              | Aufbau und Anwendung der TRD |
| 100                              | Allgemeine Grundsätze für Werkstoffe |
| 101                              | Bleche |
| 102                              | Nahtlose und elektrisch preßgeschweißte Rohre aus Stahl |
| 103                              | Stahlguss |
| 106                              | Schrauben und Muttern aus Stahl |
| 107                              | Kesselteile aus Formstahl und Schmiedestücken |
| 108                              | Gusseisen mit Lamellengraphit und Gusseisen mit Kugelgraphit |
| 110                              | Armaturengehäuse |
| 201                              | Schweißen von Bauteilen aus Stahl; Fertigung – Prüfung |
| 201 Anlage 1                     | Schweißen von Bauteilen aus Stahl – Richtlinien für die Verfahrensprüfung                                                                                                 |
| 201 Anlage 2                     | Schweißen von Bauteilen aus Stahl – Richtlinie für die Prüfung und Überwachung von Kesselschweißern                                                                       |
| 201 Anlage 3                     | Schweißen von Bauteilen aus Stahl – Richtlinie für die Prüfung an geschweißten Schüssen, Trommeln und Sammlern mit höher bewerteten Längsschweißnähten – Arbeitsprüfungen |
| 202                              | Prüfung von Fertigteilen aus Stahlblech |
| 203                              | Nahtlose Sammler und ähnliche Hohlkörper – Fertigung und Prüfung |
| 300                              | Festigkeitsberechnung von Dampfkesseln |
| 301                              | Zylinderschalen unter innerem Überdruck |
| 301 Anlage 1                     | Berechnung auf Wechselbeanspruchung durch schwellenden Innendruck bzw. durch kombinierte Innendruck- und Temperaturänderungen                                             |
| 301 Anlage 2                     | Berechnung von Rohrbögen |
| 303                              | Kugelschalen und gewölbte Böden unter innerem und äußerem Überdruck |
| 303 Anlage 1                     | Berechnung von Kugelschalen mit Ausschnitten gegen Dehnungswechselbeanspruchung der Lochränder innen                                                                      |
| 304                              | Gewölbte Flammrohrböden |
| 305                              | Ebene Wandungen, Verankerungen und Versteifungsträger |
| 306                              | Zylinderförmige Schalen unter äußerem Überdruck |
| 309                              | Schrauben |
| 320                              | Glatte Vierkantrohre und Teilkammern unter innerem Überdruck |
| 401                              | Ausrüstung für Dampferzeuger der Gruppe IV |
| 401 Anlage 1                     | Anforderungen an ovale Hand-, Kopf- und Mannloch-Verschluß-Systeme von Dampfkesselanlagen                                                                                 |
| 402                              | Ausrüstung von Dampfkesselanlagen mit Heißwassererzeugern der Gruppe IV                                                                                                   |
| 403                              | Aufstellung von Dampfkesselanlagen mit Dampfkesseln der Gruppe IV |
| 411                              | Ölfeuerungen an Dampfkesselanlagen |
| 411 Anlage 1                     | Ölschlammverbrennungsanlagen an Dampfkesseln auf Seeschiffen |
| 412                              | Gasfeuerungen an Dampfkesseln |
| 413                              | Kohlenstaubfeuerung an Dampfkesselanlagen |
| 414                              | Holzfeuerungen an Dampfkesseln |
| 415                              | Wirbelschichtfeuerungen an Dampfkesseln |
| 421                              | Sicherheitseinrichtungen gegen Drucküberschreitung – Sicherheitsventile – für Dampfkessel der Gruppe I, III und IV                                                        |
| 431                              | Rauchgas-Wasservorwärmer für Dampfkessel der Gruppe IV |
| 451                              | Anlagen zur Lagerung von druckverflüssigtem Ammoniak für Dampfkesselanlagen – Druckbehälter                                                                               |
| 451 Anlage 1                     | Anlagen zur drucklosen Lagerung von Ammoniak-Wassergemischen für Dampfkesselanlagen – Lagerbehälter                                                                       |
| 451 Anlage 2                     | Anlagen zur Lagerung von Ammoniak-Wassergemischen in Druckbehältern für Dampfkesselanlagen – Lagerbehälter                                                                |
| 452                              | Anlagen zur Lagerung von druckverflüssigtem Ammoniak für Dampfkesselanlagen – Aufstellung, Ausrüstung, Betrieb                                                            |
| 452 Anlage 1                     | Anlagen zur drucklosen Lagerung von Ammoniak-Wassergemischen für Dampfkesselanlagen – Aufstellung, Ausrüstung, Betrieb                                                    |
| 452 Anlage 2                     | Anlagen zur Lagerung von Ammoniak-Wassergemischen in Druckbehältern für Dampfkesselanlagen – Aufstellung, Ausrüstung, Betrieb                                             |
| 460                              | Anlagen zur Verminderung von luftverunreinigenden Stoffen in Rauchgasen von Dampfkesselanlagen – Rauchgasreinigungsanlagen                                                |
| 500                              | Prüfung von Dampfkesselanlagen |
| 501                              | Vorprüfung der Unterlagen des Erlaubnisantrages oder der Anzeige – Prüfung der Ausrüstung, der Aufstellung und der Betriebsverhältnisse                                   |
| 502                              | Vorprüfung der Unterlagen des Erlaubnisantrages oder der Anzeige – Prüfung der Bemessung der druckführenden Teile und der Konstruktion                                    |
| 503                              | Prüfung vor Inbetriebnahme – Bauprüfung und Wasserdruckprüfung |
| 504                              | Prüfung vor Inbetriebnahme – Abnahmeprüfung |
| 505                              | Wiederkehrende Prüfung – Äußere Prüfung |
| 506                              | Wiederkehrende Prüfung – Innere Prüfung |
| 507                              | Wiederkehrende Prüfung – Wasserdruckprüfung |
| 508                              | Zusätzliche Prüfung an Bauteilen, berechnet mit zeitabhängigen Festigkeitswerten.                                                                                         |
| 508 Anlage 1                     | Zusätzliche Prüfungen an Bauteilen – Verfahren zur Berechnung von Bausteinen mit zeitabhängigen Festigkeitswerten                                                         |
| 509                              | Richtlinie für das Verfahren der Bauartzulassung von Dampfkesselanlagen oder deren Teilen                                                                                 |
| 511                              | Prüfung von Dampfkesselanlagen mit Dampfkessel der Gruppen I, II oder III                                                                                                 |
| 520                              | Richtlinie für das Verfahren der Erlaubnis zur Errichtung und zum Betrieb und das Verfahren der Anzeige von Dampfkesselanlagen                                            |
| 601 Blatt 1                      | Betrieb der Dampfkesselanlagen – Teil I – Allgemeine Anweisung für den Betreiber von Dampfkesselanlagen für Dampfkessel der Gruppe IV                                     |
| 601 Blatt 2                      | Betrieb der Dampfkesselanlagen – Teil 2 – Allgemeine Anweisung für die Wartung von Dampfkesselanlagen – Betriebsvorschriften für Dampfkessel der Gruppe IV                |
| 601 Blatt 3                      | Erprobung von Dampfkesselanlagen |
| 602 Blatt 1                      | Eingeschränkte Beaufsichtigung von Dampfkesselanlagen mit Dampferzeugern der Gruppe IV                                                                                    |
| 602 Blatt 2                      | Eingeschränkte Beaufsichtigung von Dampfkesselanlagen mit Heißwassererzeugern der Gruppe IV                                                                               |
| 602 Blatt 1 und Blatt 2 Anlage 1 | Zusätzliche Anforderungen zu TRD 602 für Dampfkessel der Gruppe IV mit Rostfeuerung für Kohle                                                                             |
| 603 Blatt 1                      | Zeitweiliger Betrieb einer Dampfkesselanlage mit einem Dampferzeuger der Gruppe IV mit herabgesetztem Betriebsdruck ohne Beaufsichtigung                                  |
| 603 Blatt 2                      | Zeitweiliger Betrieb einer Dampfkesselanlage mit einem Heißwassererzeuger der Gruppe IV mit herabgesetzter Vorlauftemperatur ohne Beaufsichtigung                         |
| 604 Blatt 1                      | Betrieb von Dampfkesselanlagen mit Dampferzeugern der Gruppe IV ohne ständige Beaufsichtigung                                                                             |
| 604 Blatt 1 Anlage 1             | Zusätzliche Anforderungen zu TRD 604 Blatt 1 an Dampfkesselanlagen mit Dampferzeugern der Gruppe IV mit Rostfeuerung für Kohle                                            |
| 604 Blatt 2                      | Betrieb von Dampfkesselanlagen mit Heißwassererzeugern der Gruppe IV ohne ständige Beaufsichtigung                                                                        |
| 604 Blatt 2 Anlage 1             | Zusätzliche Anforderungen zu TRD 604 Blatt 2 an Dampfkesselanlagen mit Heißwassererzeugern der Gruppe IV mit Rostfeuerungen für Kohle                                     |
| 611                              | Speisewasser und Kesselwasser von Dampferzeugern der Gruppe IV |
| 612                              | Wasser für Heißwassererzeuger der Gruppen II bis IV |
| 701                              | Dampfkesselanlagen mit Dampferzeugern der Gruppe II |
| 702                              | Dampfkesselanlagen mit Heißwassererzeugern der Gruppe II |
| 702 Anlage 1                     | Zusätzliche Anforderungen zu TRD 702 an Dampfkesselanlagen mit Heißwassererzeugern der Gruppe II mit automatischen oder teilautomatischen Feuerungen für Kohle            |
| 702 Anlage 2                     | Dampfkesselanlagen mit Heißwassererzeugern der Gruppe II, Zusätzliche Anforderungen                                                                                       |
| 721                              | Sicherheitseinrichtungen gegen Drucküberschreitung – Sicherheitsventile für Dampfkessel der Gruppe II                                                                     |
| 801                              | Dampfkessel der Gruppe I |
| 802                              | Dampfkessel der Gruppe III |